# Protoplectron inversum
Protoplectron inversum is een insect uit de familie van de mierenleeuwen (Myrmeleontidae), die tot de orde netvleugeligen (Neuroptera) behoort. 
Protoplectron inversum is voor het eerst wetenschappelijk beschreven door Navás in 1914.